# Yttre Hällbådan
Yttre Hällbådan är en ö i Finland. Den ligger i Norra kvarken och i kommunen Korsholm i den ekonomiska regionen  Vasa i landskapet Österbotten, i den västra delen av landet. Ön ligger omkring 32 kilometer norr om Vasa och omkring 400 kilometer nordväst om Helsingfors.
Öns area är 1 hektar och dess största längd är 160 meter i nord-sydlig riktning.